# جيرمان مويت
جيرمان مويت (بالفرنسية: Germain Moüette)‏ ويُعرف كذلك ب «مُويط» (ولد في بونيل، 1651 - توفي في بونيل حوالي 1691)؛ هو كاتب فرنسي، اختطف من قبل قراصنة سلا، و سجن في الرباط و سلا و مكناس، في عهد السلطان مولاي إسماعيل، لمدة أحد عشر سنة. غداة عودته لفرنسا، سنة 1683، أصدر كتابين يعتبران من المراجع المهمة التي تصف بدقة الواقعين السياسي والاجتماعي للمغرب في القرن السابع عشر: سيرته الذاتية سرد لسجن السيد مويت في مملكتي فاس والمغرب، اللتان ظل فيهما إحدى عشرة سنة، و تاريخ فتوحات مولاي رشيد، ملك تافيلالت، ومولاي إسماعيل، أخيه ووارث عرشه.

## سيرته
في 16 شتنبر 1670، كان مويط ضمن طاقم سفينة تجارية، أبحرت من ميناء دييب الفرنسي، في رحلة نحو الهند الغربية. و بعد شهر من انطلاق الرحلة، تمت قرصنة السفينة من طرف سفينتين سلاويتين، و أسر طاقمها (40 رجلا و 4 نساء) و اقتياده إلى معقل القراصنة في مصب نهر بورقراق. تم بيع الأسرى في سوق النخاسة بالرباط، في الموقع المعروف، حاليا بباب القنانط. تناوب على ملكيته مجموعة من الأسياد، واشتغل لديهم كخباز وعامل إسطبل وبناء. اشتغل أيضا في مرسم أحد الأعيان المسلمين (الذي سماه بوجيمان في كتابه)، و الذي كان يمتهن الرسم والنحت على الجبس، وهي الفترة التي تعلم فيها العربية والإسبانية (التي كانت لغة الجالية الموريسكية).
كان المغرب آنذاك يعرف تقوي الدولة العلوية، في عهد الرشيد بن الشريف، الذي كان بصدد بسط سيطرته على البلاد وتوحيدها، وكانت الرباط و سلا معقلا للقرصنة البحرية التي انتعشت تحت ظل جمهورية بورقراق (بين 1624 و 1668)، و التي حافظت على نشاطها رغم إدماجها في الدولة المغربية.
اشتغل مويط لسنتين، كخادم في بيت أحد أسياده المسلمين بسلا، ثم في إسطبل حاكم القصبة (قصبة الأوداية، حاليا، التي كانت مركز ديوان القراصنة).
عند وصول مولاي إسماعيل إلى السلطة (1672)، قام بعزل الحاكم واستصفاء ممتلكاته، وضمنها جيرمان مويط. انتقل إثر ذلك مويط للاشتغال بقصور المولى إسماعيل بفاس و مكناس، حيث امتهن البناء لمدة 9 سنوات، واشتغل خلالها أيضا في أوراش في القصر الكبير. في المجموع، ظل مويط 11 سنة في الأسر، وكان من نزلاء حبس قارا في القصبة الإسماعيلية بمكناس، قبل أن يتم تحريره سنة 1681 من طرف رهبان مسيحيين، ليعود إلى باريس، عبر تطوان و ملقة و طولون و ليون.

## مؤلفاته
عند رجوعه إلى فرنسا، أصدر مويط كتابين يوثقان لسنوات مقامه في المغرب:
- سرد لسجن السيد مويت في مملكتي فاس والمغرب، اللتين ظل فيهما إحدى عشرة سنة، و الذي ترجمه إلى العربية محمد حجي ومحمد الأخضر بعنوان رحلة الأسير مويط، سنة 1989.
- تاريخ فتوحات مولاي رشيد، ملك تافيلالت، ومولاي إسماعيل، أخيه ووارث عرشه

## وصلة خارجية
- النسخة الكاملة لكتاب جيرمان مويت (بالفرنسية).
- رحلة الأسير مويط - ترجمه إلى العربية د.محمد حجي ود. محمد الأخضر، موقع أرشيف الإنترنت.